# جام امپراتور
جام امپراتور مسابقات جام حذفی فوتبال ژاپن است.
جام امپراتور در سال ۱۹۲۱ افتتاح شد.